# جورج كيني
جورج كيني (بالإنجليزية: George Kenney)‏ هو ضابط أمريكي، ولد في 6 أغسطس 1889 في يارموث ‏ في كندا، وتوفي في 9 أغسطس 1977 في باي هاربور آيلاند في الولايات المتحدة.